# Parafia św. Antoniego Padewskiego w Łodzi

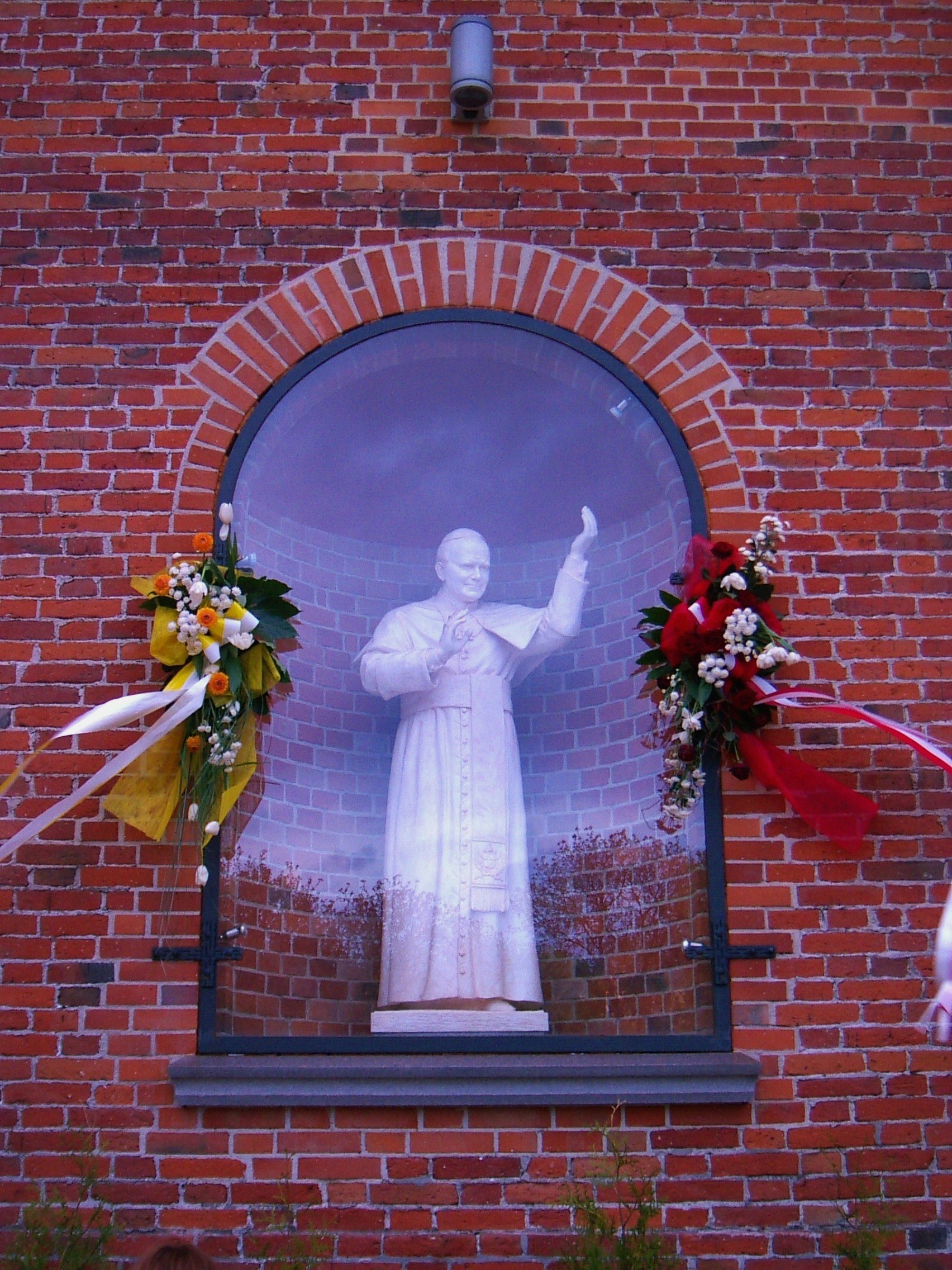
Rzeźba papieża Jana Pawła II

Parafia pw. Świętego Antoniego z Padwy – jedna z parafii dekanatu Łódź-Teofilów-Żubardź, należącego do archidiecezji łódzkiej. Mieści się przy ulicy Antoniego 4. Zasięg parafii od ulicy Sierakowskiego, Kutrzeby, Aleja Włókniarzy do ul. Pojezierskiej.

## Historia parafii
Parafię erygował biskup Wincenty Tymieniecki 5 sierpnia 1924 roku. Dekret ten wszedł w życie 1 stycznia 1925 r.
26 września 2002 r. duszpasterzom i wiernym parafii pw. św. Antoniego apostolskiego błogosławieństwa udzielił papież Jan Paweł II. Od 29 do 30 maja 2010 r. w parafii przebywała kopia obrazu Matki Bożej Jasnogórskiej.

## Kościół parafialny
Pierwszy drewniany kościół powstał w 1924 r. W 1952 r. przeniesiony został do wsi Łękawa (woj. łódzkie).
3 sierpnia 1927 r. rozpoczęto budowę kościoła murowanego w stylu neoromańskim. Świątynia została zburzona przez okupanta niemieckiego w 1942 r. Nowa budowa zaczęła się 18 sierpnia 1947 r. po odgruzowaniu placu rozpoczęto budowę nowej świątyni na zachowanych fundamentach, wg projektu architekta Alfonsa Emila Graviera. Budowę ukończono w 1951 r. Świątynię poświęcił 9 września 1951 r. bp Michał Klepacz.
W latach 1999–2000 dokończono budowę kościoła, dobudowując wieżę, w której umieszczono trzy dzwony – „Karola”, „Jubilata” i jeden bezimienny. Kościół posiada także piszczałkowe organy 27-głosowe obecnie w trakcie gruntownego remontu (w Łodzi jest to rzadkość, współczesne kościoły w tym mieście posiadają w większości tylko syntezatory imitujące dźwięk organów) o trakturze elektro-mechanicznej.

## Proboszczowie
- ks. Roman Rajchert (1924–1945)
- ks. Franciszek Patynowski (1945–1967)
- ks. Szczepan Rembowski (1967–1969)
- ks. ks. Stefan Ciesielski (1969–1971)
- ks. Zdzisław Czosnykowski (1971–1996)
- ks. Bogdan Nowacki (1996–2011)
- ks. Jarosław Kaliński (2011–2024)
- ks. Piotr May-Majewski (od 2024)[3][4]